# Trung tâm mua sắm

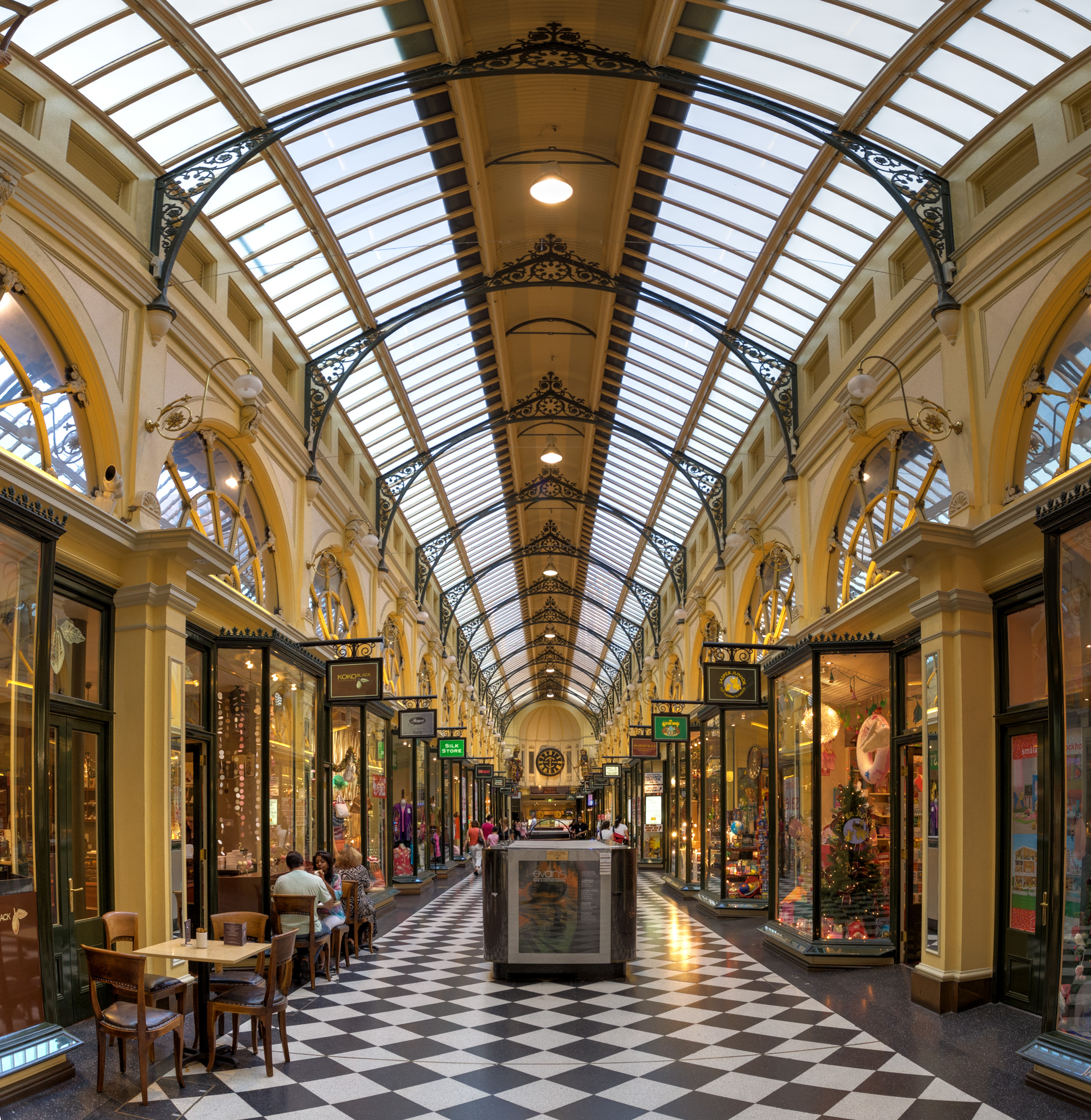
Một trung tâm mua sắm ở Úc

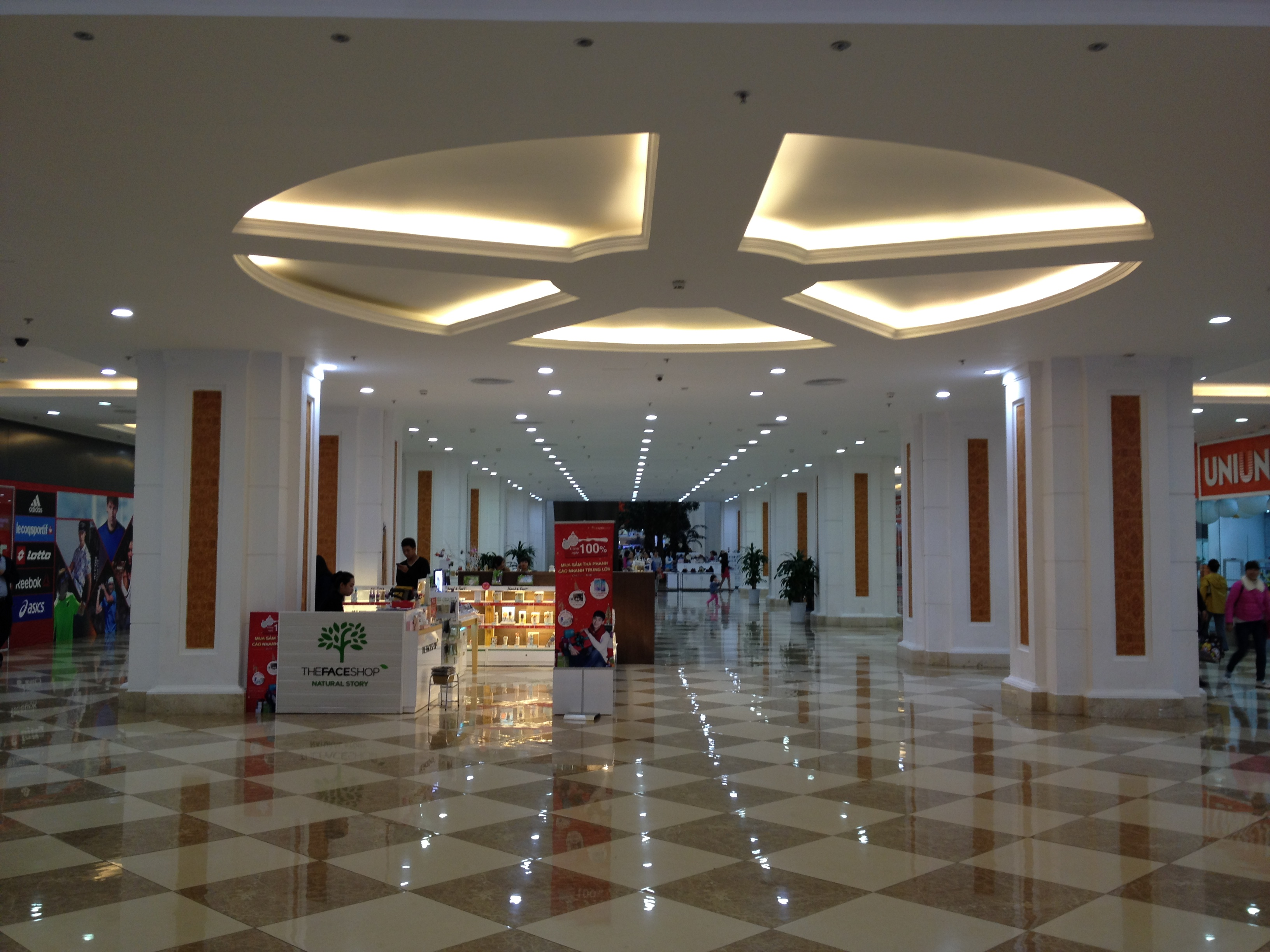
Khu mua sắm ở Royal City, Hà Nội

Trung tâm mua sắm (Shopping mall) hay Khu mua sắm (Mall) là một thương xá trong tòa nhà lớn, thường được thuê để mở các cửa hàng bách hóa. Thuật ngữ sảnh mua sắm ban đầu có nghĩa là khu vực dành cho người đi bộ mà ở lối đi sẽ có các cửa hàng bày bán dọc theo các lối đi đó, nhưng đến cuối những năm 1960 thì thuật ngữ khu mua sắm bắt đầu được sử dụng như một cụm từ chỉ chung cho các khu vực mua sắm khép kín có quy mô lớn đang ngày càng trở nên phổ biến. Trong những thập kỷ gần đây, các trung tâm mua sắm đã biến động suy giảm đáng kể ở Bắc Mỹ, đặc biệt là ở những địa điểm "dưới chuẩn", và một số trung tâm đã phải đóng cửa. Những ngoại lệ kinh doanh thành công của những điểm kinh doanh khác đã bổ sung thêm nhiều chức năng kinh doanh giải trí và trải nghiệm, thêm cửa hàng lớn làm điểm kinh doanh hoặc chuyển đổi sang các hình thức trung tâm mua sắm chuyên biệt khác như trung tâm bán lẻ, trung tâm bài trí phong cách sống, cửa hàng giảm giá và chợ lễ hội. Ở Canada, các trung tâm mua sắm thường được thay thế bằng các khu cao tầng hỗn hợp. Khác với ở Hoa Kỳ loại hình kinh doanh này ngày càng đìu hiu thì tại nhiều nước châu Âu và các nước châu Á, các trung tâm mua sắm tiếp tục phát triển ngày càng thịnh vượng.

## Hình thành
Ở Hoa Kỳ, các quốc gia Ả Rập vùng Vịnh Ba Tư và Ấn Độ thì thuật ngữ trung tâm mua sắm thường được chỉ về các công trình bán lẻ khép kín (và thường được viết tắt đơn giản là khu mua sắm), trong khi trung tâm mua sắm thường dùng để chỉ các khu phức hợp bán lẻ ngoài trời, cả hai loại cơ sở này thường có bãi đậu xe lớn, hướng ra các các tuyến đường chính, và có ít tuyến đường dành cho người đi bộ kết nối với các khu dân cư xung quanh. Ở ngoài Bắc Mỹ, các thuật ngữ khu mua sắm và khu mua sắm Arcade cũng được sử dụng. Các trung tâm mua sắm nói chung có thể có nguồn gốc từ các khu chợ công cộng và ở Trung Đông, là các khu chợ có mái che. Năm 1798, lối đi mua sắm có mái che đầu tiên được xây dựng ở Paris gọi là Passage du Caire. 
Nhà hát Opera Hoàng gia ở London mở cửa vào năm 1816 và Burlington Arcade nổi tiếng hơn vào năm 1819. Westminster Arcade ở Providence, Rhode Island, được xây dựng vào năm 1828, được cho là khu mua sắm đầu tiên ở Hoa Kỳ. Các thành phố Tây Âu nói riêng đã xây dựng nhiều trung tâm mua sắm theo phong cách mái vòm. Galleria Vittorio Emanuele II ở Milan đã mở cửa vào năm 1877 lớn hơn những trung tâm tiền thân của nó và đã truyền cảm hứng cho việc sử dụng cụm từ "Galleria" cho nhiều mái vòm mua sắm và trung tâm thương mại khác. Vào giữa thế kỷ XX, với sự trỗi dậy của văn hóa ngoại ô và ô tô ở Hoa Kỳ, một phong cách trung tâm mua sắm mới đã được tạo ra tách biệt khỏi trung tâm thành phố. Các trung tâm mua sắm đầu tiên được thiết kế dành cho ô tô bao gồm Quảng trường Chợ, Lake Forest, Illinois (1916), và Country Club Plaza, Kansas City, Missouri (1924). Khái niệm trung tâm mua sắm ngoại ô phát triển hơn nữa ở Hoa Kỳ sau Thế chiến II, với các trung tâm mua sắm ngoài trời lớn hơn được lấp đầy bởi các cửa hàng bách hóa lớn, chẳng hạn như Broadway-Crenshaw Center ở Los Angeles, được xây dựng vào năm 1947 và được thuê bởi một Broadway năm tầng và một May Company California. 
Vào cuối những năm 1950 và đầu những năm 1960, thuật ngữ "trung tâm mua sắm" lần đầu tiên được sử dụng, nhưng theo nghĩa gốc của từ "trung tâm mua sắm", có nghĩa là phố đi bộ dành cho người đi bộ ở Hoa Kỳ hoặc theo cách sử dụng của Vương quốc Anh, là "khu mua sắm". Các trung tâm mua sắm dành cho người đi bộ đầu tiên ở trung tâm thành phố bao gồm Kalamazoo Mall (trung tâm đầu tiên, vào năm 1959), "Shoppers' See-Way" ở Toledo, Lincoln Road Mall ở Bãi biển Miami, Trung tâm mua sắm Santa Monica (1965). Mặc dù Bergen Mall mở cửa vào năm 1957 với tên gọi "trung tâm mua sắm" và truyền cảm hứng cho các trung tâm mua sắm ngoại ô khác đổi tên thành trung tâm mua sắm, nhưng những loại hình bất động sản này vẫn được gọi là "trung tâm mua sắm" cho đến cuối những năm 1960. Loại hình trung tâm mua sắm khép kín, sau này được gọi là trung tâm mua sắm, không xuất hiện phổ biến cho đến giữa những năm 1950. Một trong những ví dụ sớm nhất là Trung tâm mua sắm Valley Fair ở Appleton, Wisconsin được khai trương vào ngày 10 tháng 3 năm 1955. Valley Fair có một số đặc điểm hiện đại bao gồm hệ thống sưởi ấm và làm mát trung tâm, bãi đậu xe ngoài trời rộng lớn, các cửa hàng neo bán tách biệt và nhà hàng. Cuối năm đó, trung tâm mua sắm hoàn toàn khép kín đầu tiên trên thế giới đã được mở tại Luleå, ở phía bắc Thụy Điển do kiến trúc sư Ralph Erskine thiết kế và được đặt tên là Luleå có nghĩa là Mua sắm, khu vực này hiện có mật độ trung tâm mua sắm cao nhất ở Châu Âu. 

## Thiết kế
Ý tưởng về một khu phức hợp mua sắm khép kín có quy mô toàn khu vực đã được kiến trúc sư người Áo và là người nhập cư Mỹ Victor Gruen tiên phong vào năm 1956. Thế hệ trung tâm mua sắm quy mô khu vực mới này bắt đầu với Trung tâm Southdale do Gruen thiết kế, khai trương tại vùng ngoại ô Twin Cities của Edina, Minnesota, Hoa Kỳ vào tháng 10 năm 1956. Vì là người tiên phong trong khái niệm trung tâm mua sắm sắp trở nên cực kỳ phổ biến dưới hình thức này, Gruen đã được Malcolm Gladwell gọi là "kiến trúc sư có ảnh hưởng nhất thế kỷ XX". Khu phức hợp bán lẻ đầu tiên được quảng bá là "trung tâm mua sắm" là Paramus, Bergen Mall của New Jersey, được mở cửa theo hình thức ngoài trời vào ngày 14 tháng 11 năm 1957, và sau đó được bao quanh vào năm 1973. Bên cạnh Trung tâm Southdale, các trung tâm mua sắm bao quanh quan trọng ban đầu là Trung tâm Harundale (1958) ở Glen Burnie, Maryland, Big Town Mall (1959) tại Mesquite, Texas, Chris-Town Mall (1961) tại Phoenix, Arizona, và Randhurst Center (1962) tại Mount Prospect, Illinois.
Các trung tâm thương mại đầu tiên khác đã chuyển hoạt động bán lẻ ra khỏi các trung tâm thương mại đông đúc vào các vùng ngoại ô chủ yếu là dân cư. Công thức này (không gian khép kín với các cửa hàng liền kề, cách xa trung tâm thành phố và chỉ có thể tiếp cận bằng ô tô) đã trở thành một cách phổ biến để xây dựng hoạt động bán lẻ trên toàn thế giới. Bản thân Gruen cũng ghê tởm hiệu ứng này của thiết kế mới của mình; ông lên án việc tạo ra "biển bãi đậu xe lãng phí đất đai" và sự lan rộng của tình trạng đô thị hóa ngoại ô. 
Mặc dù các trung tâm thương mại chủ yếu xuất hiện ở các vùng ngoại ô tại Hoa Kỳ, một số thành phố của Hoa Kỳ đã tạo điều kiện cho việc xây dựng các trung tâm thương mại khép kín ở trung tâm thành phố như một nỗ lực để hồi sinh các trung tâm thành phố và cho phép chúng cạnh tranh hiệu quả với các trung tâm thương mại ngoại ô. Ví dụ bao gồm Main Place Mall ở Buffalo (1969) và The Gallery (1977, hiện là Fashion District Philadelphia) ở Philadelphia. Các thành phố khác đã tạo ra trung tâm thương mại dành cho người đi bộ ngoài trời. Tại Hoa Kỳ, các nhà phát triển như A. Alfred Taubman của Taubman Centers đã mở rộng khái niệm này hơn nữa vào năm 1980, với gạch terrazzo tại Trung tâm thương mại tại Short Hills ở New Jersey, đài phun nước trong nhà và hai tầng cho phép người mua sắm đi một vòng quanh tất cả các cửa hàng. Taubman tin rằng thảm làm tăng ma sát, làm chậm khách hàng, vì vậy thảm đã bị loại bỏ. Ánh sáng ban ngày mờ dần qua các tấm kính được bổ sung bởi ánh sáng điện tăng dần, khiến buổi chiều có cảm giác như kéo dài hơn, khuyến khích người mua sắm nán lại. Đối với nền kinh tế của Nga, tính đến năm 2013, một số lượng lớn các trung tâm mua sắm mới đã được xây dựng gần các thành phố lớn, đáng chú ý là các trung tâm mua sắm MEGA như trung tâm mua sắm Mega Belaya Dacha gần Moscow. Phần lớn chúng được tài trợ bởi các nhà đầu tư quốc tế và được những người mua sắm thuộc tầng lớp trung lưu mới nổi ưa chuộng.

## Hình ảnh

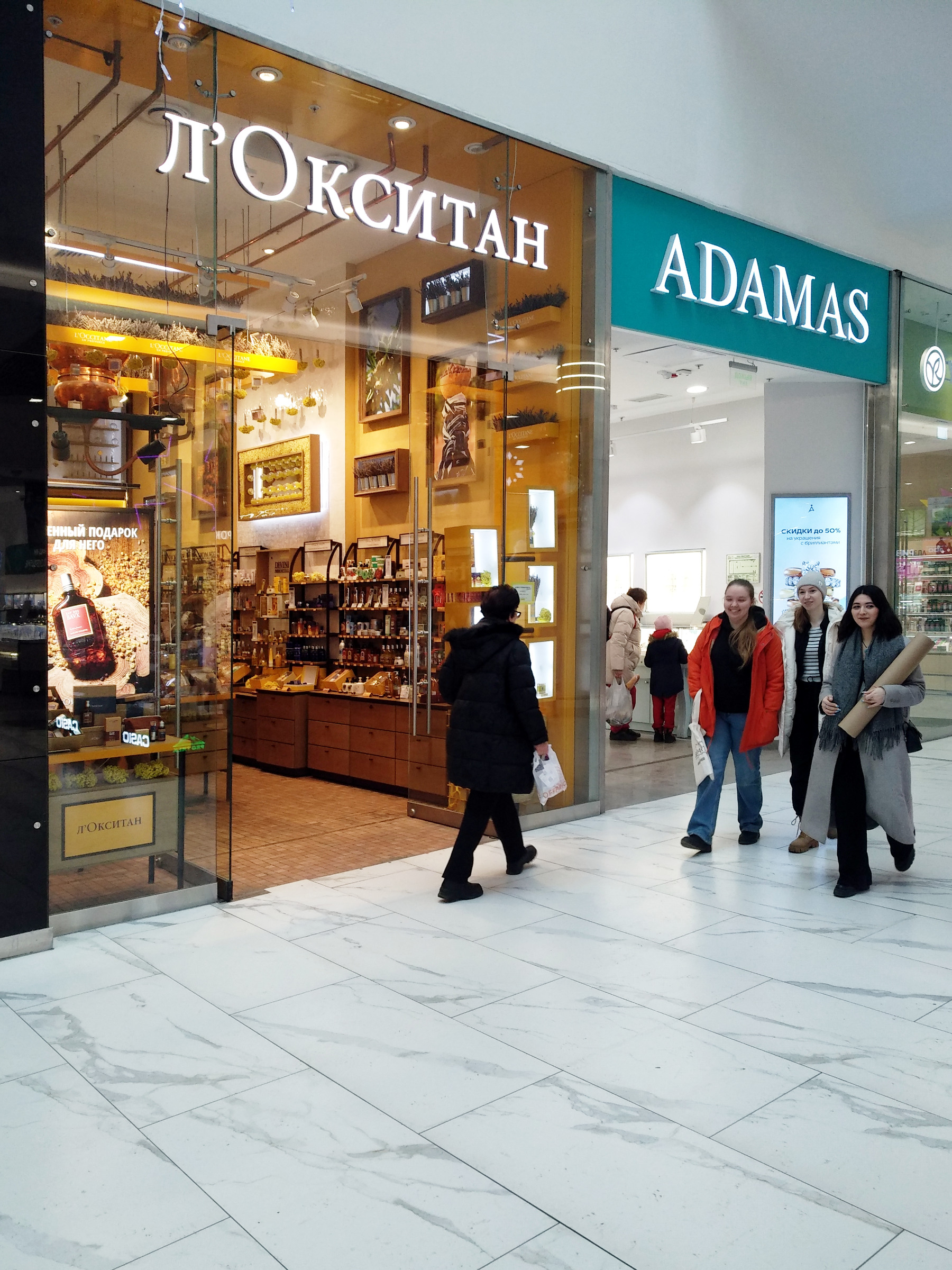
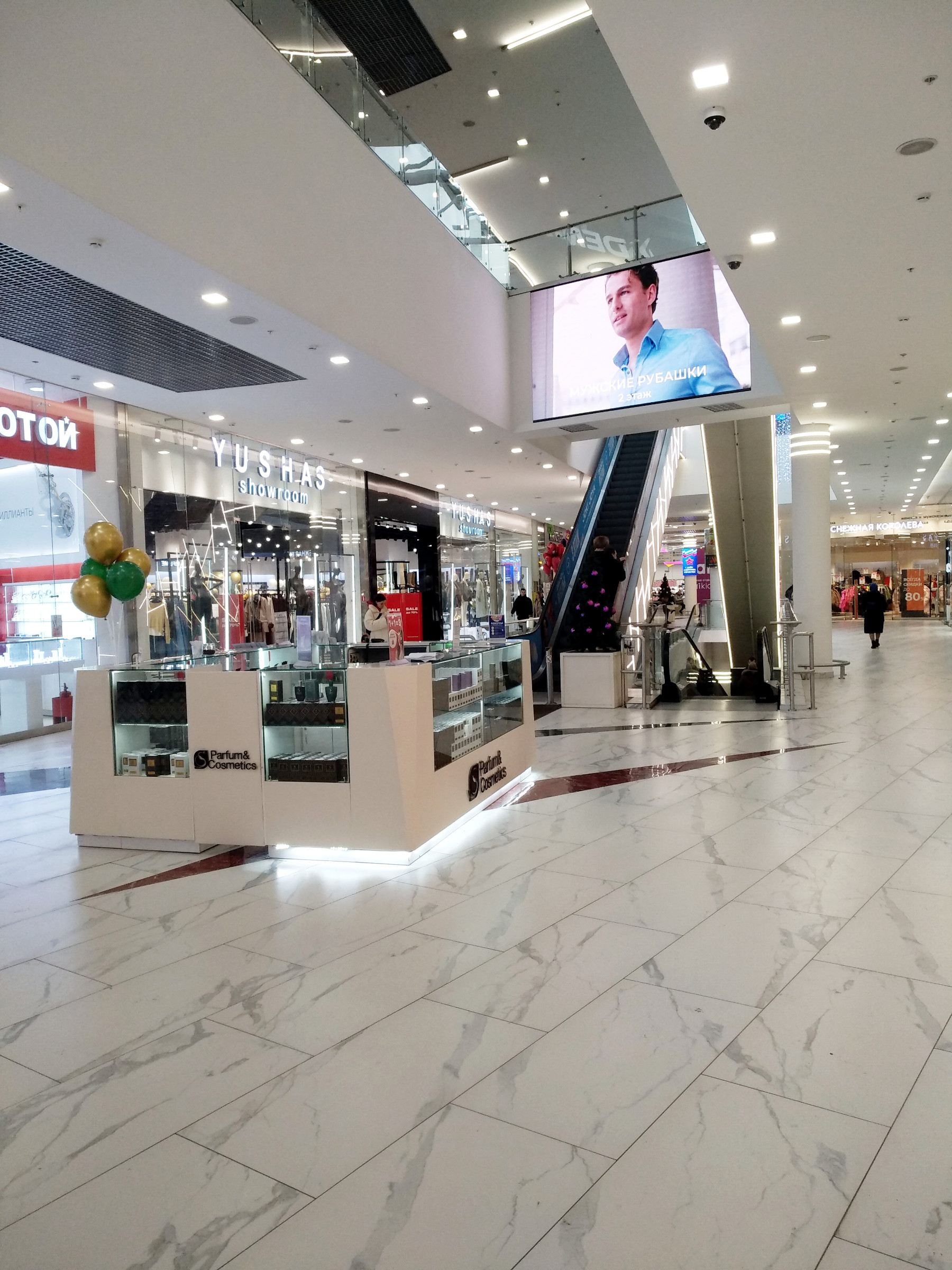
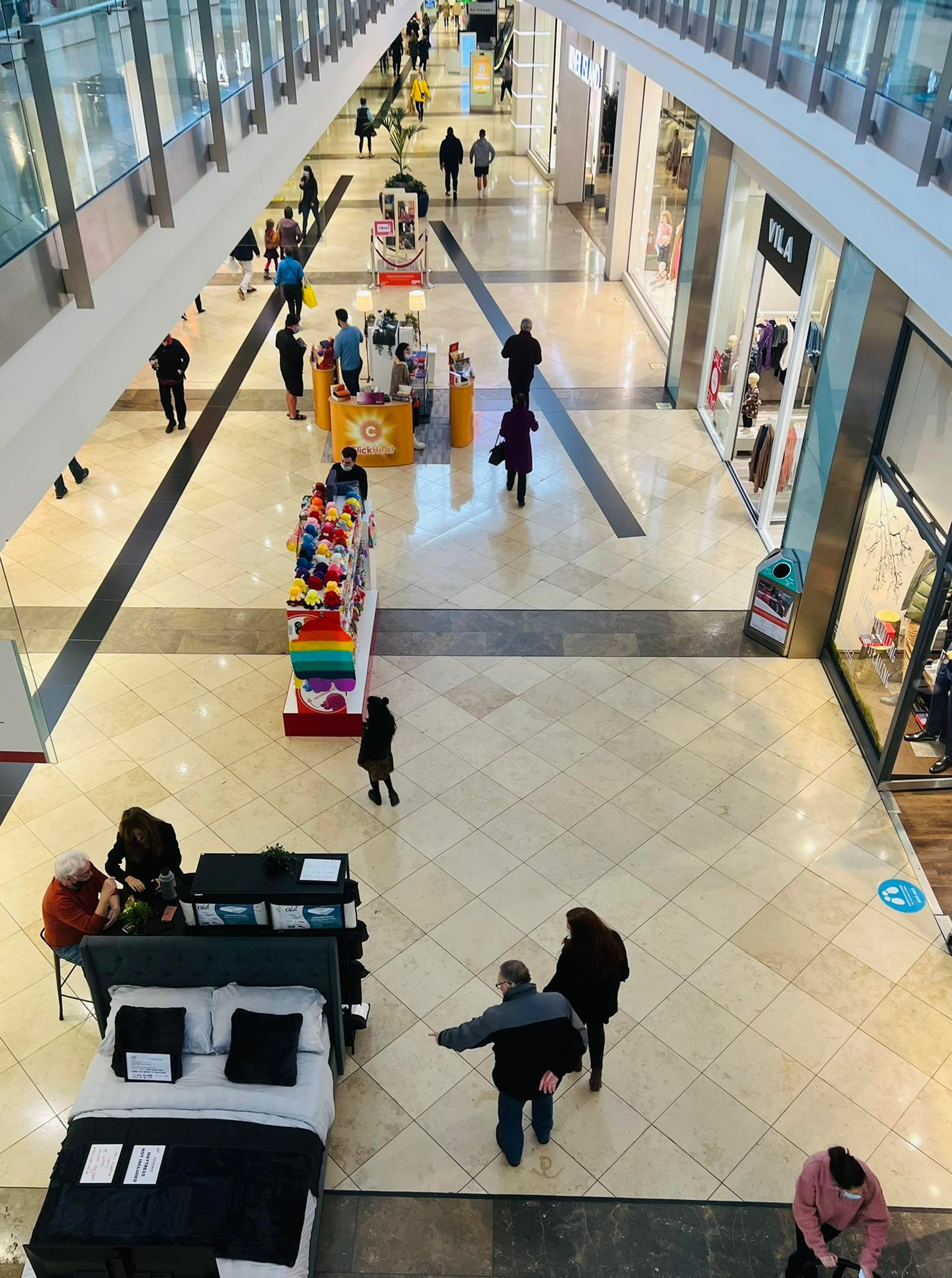
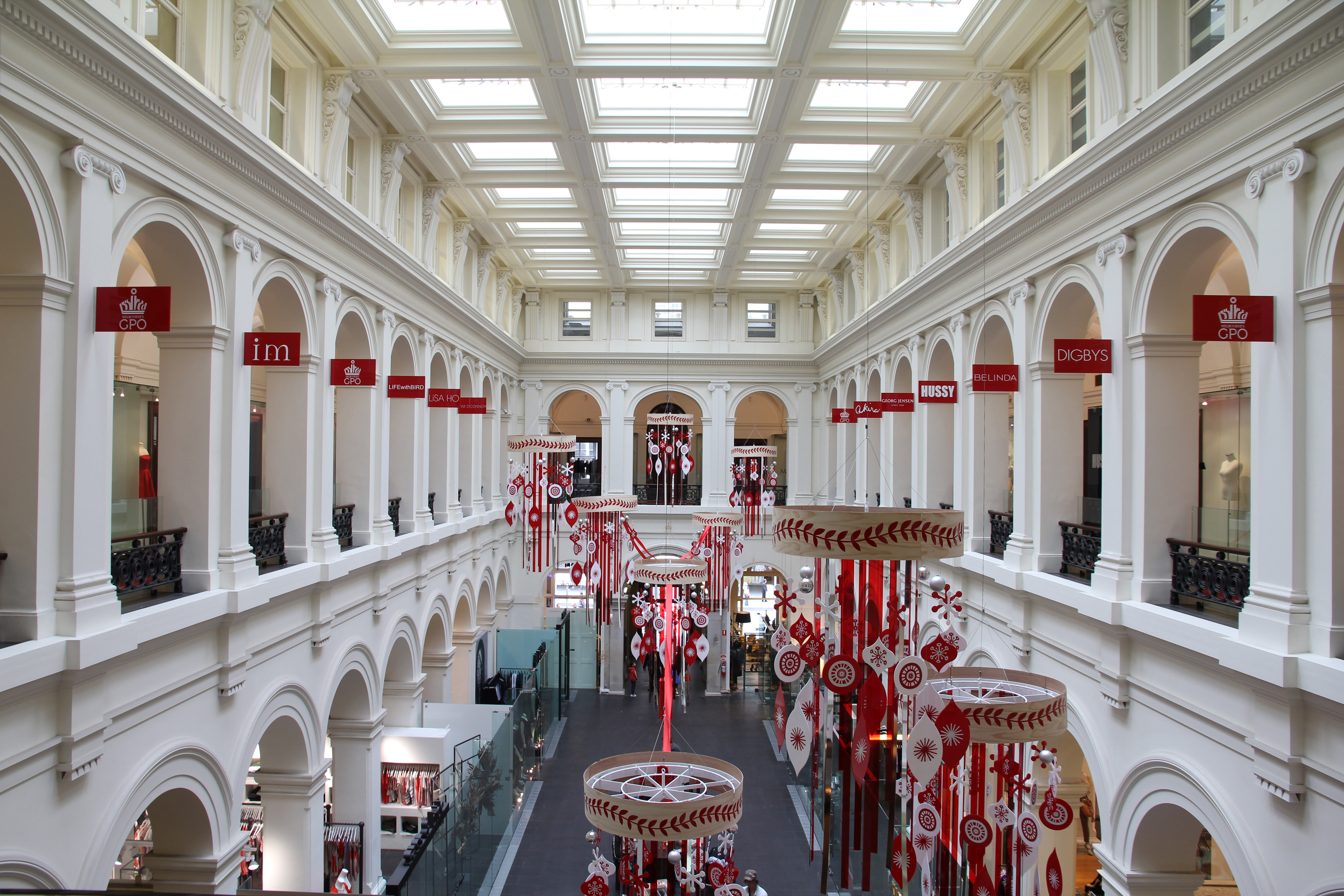
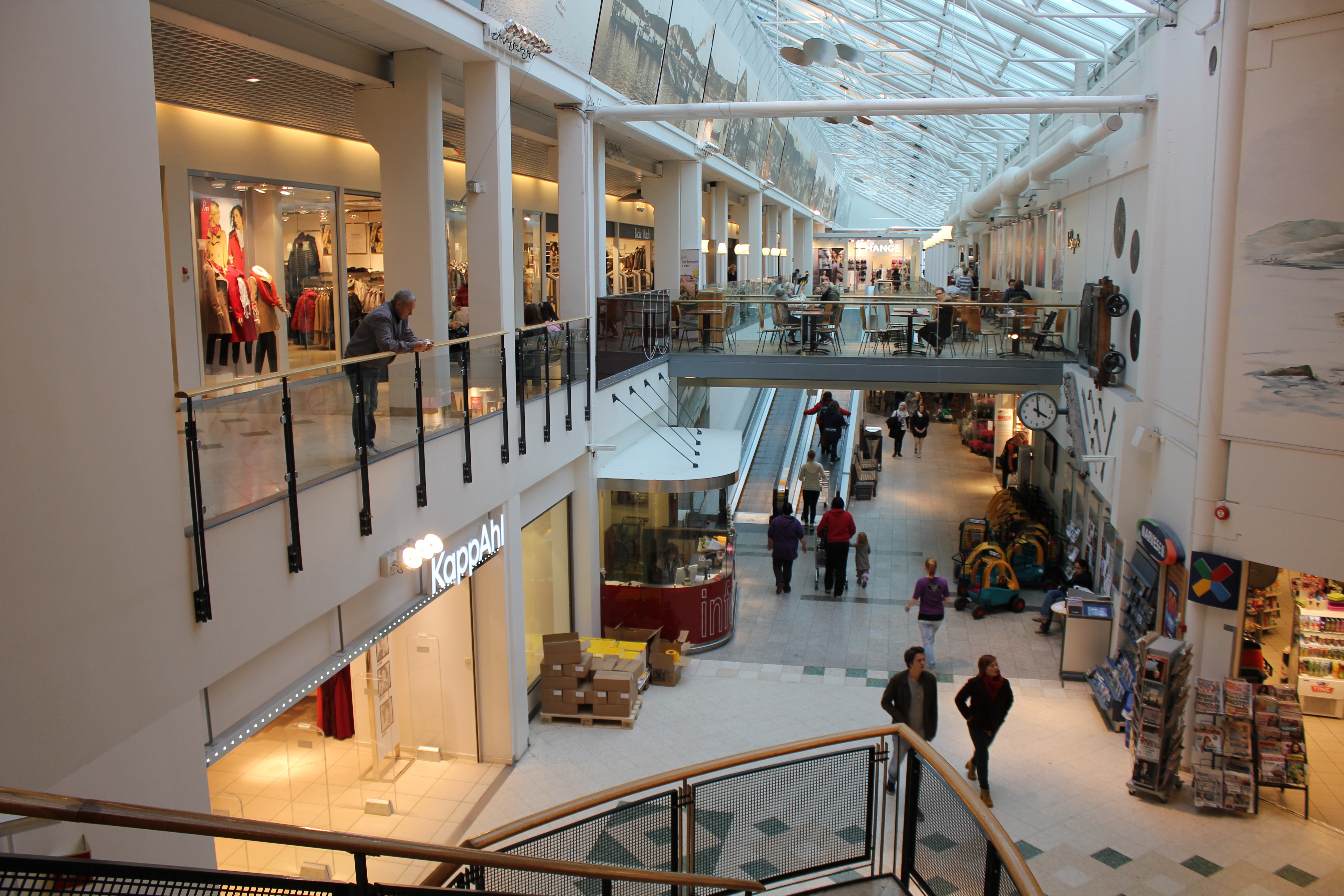
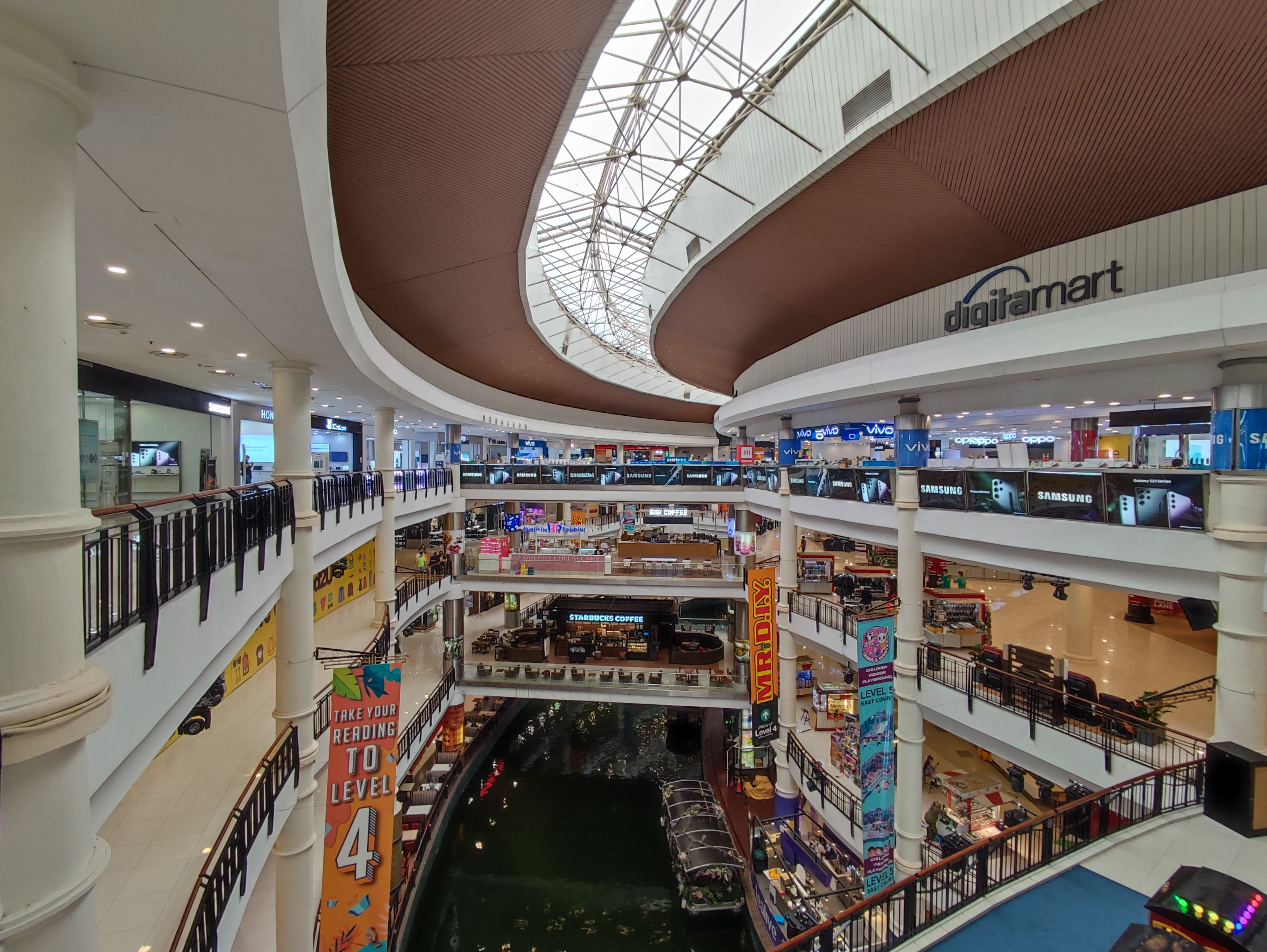
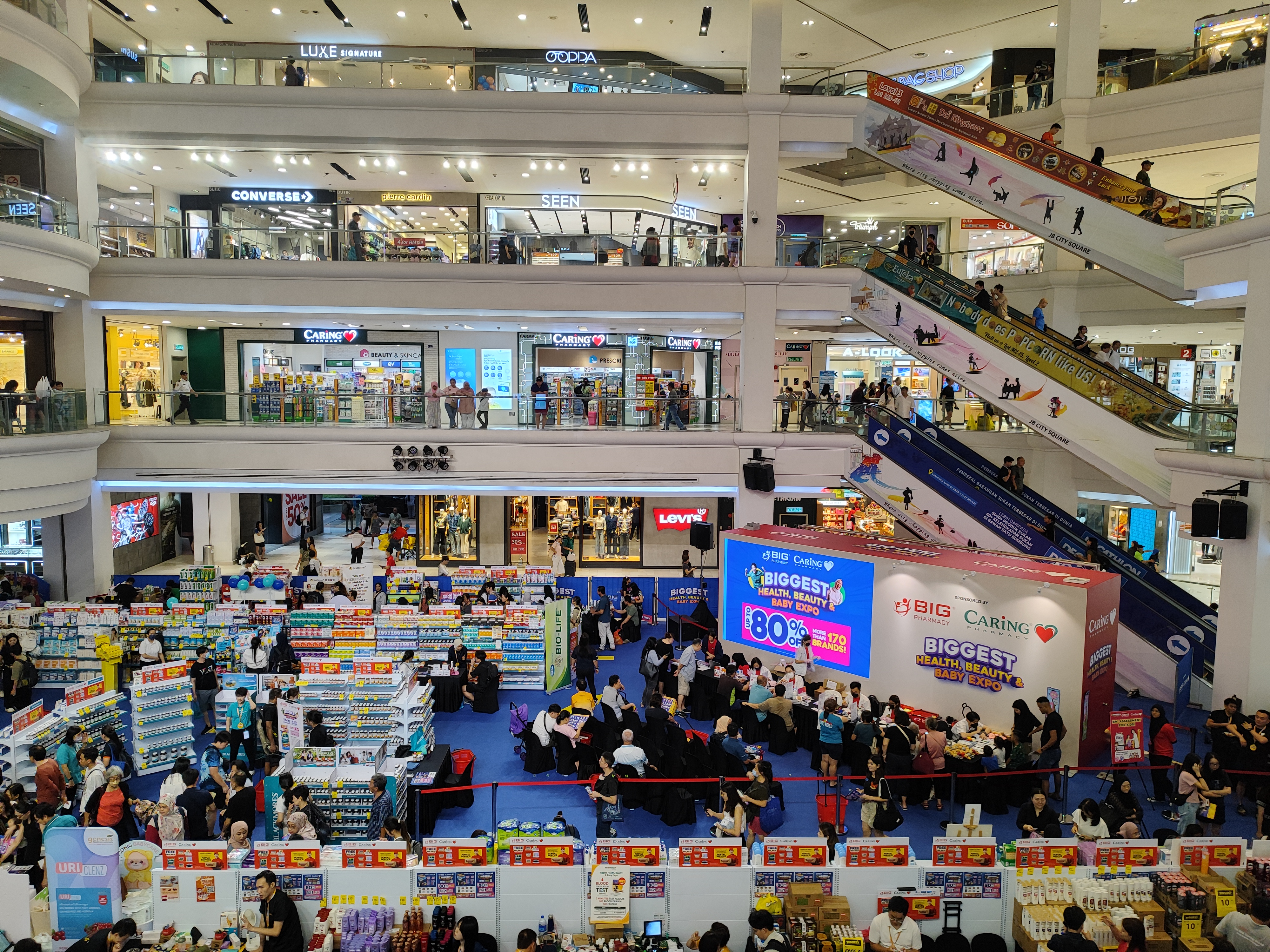
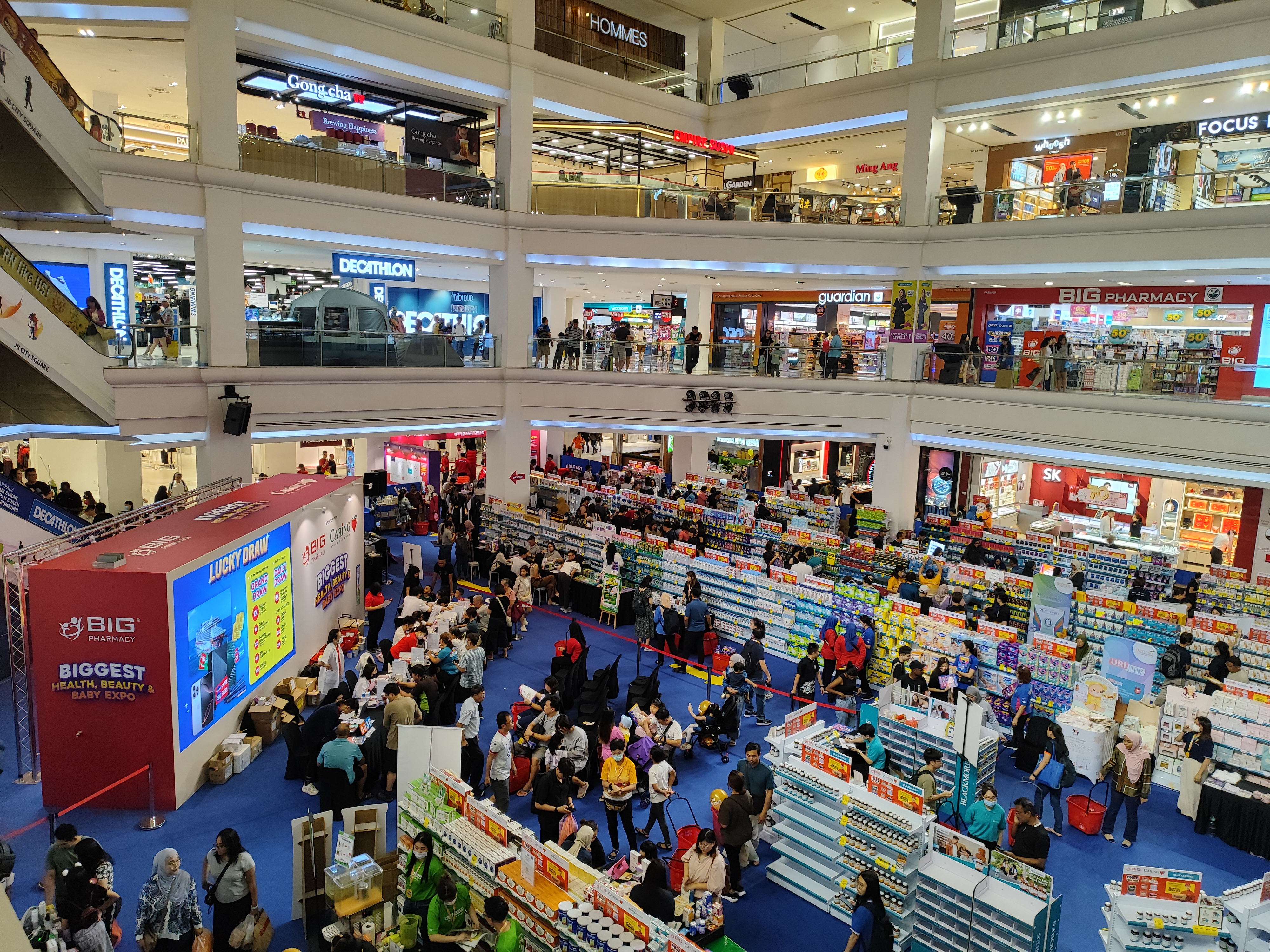
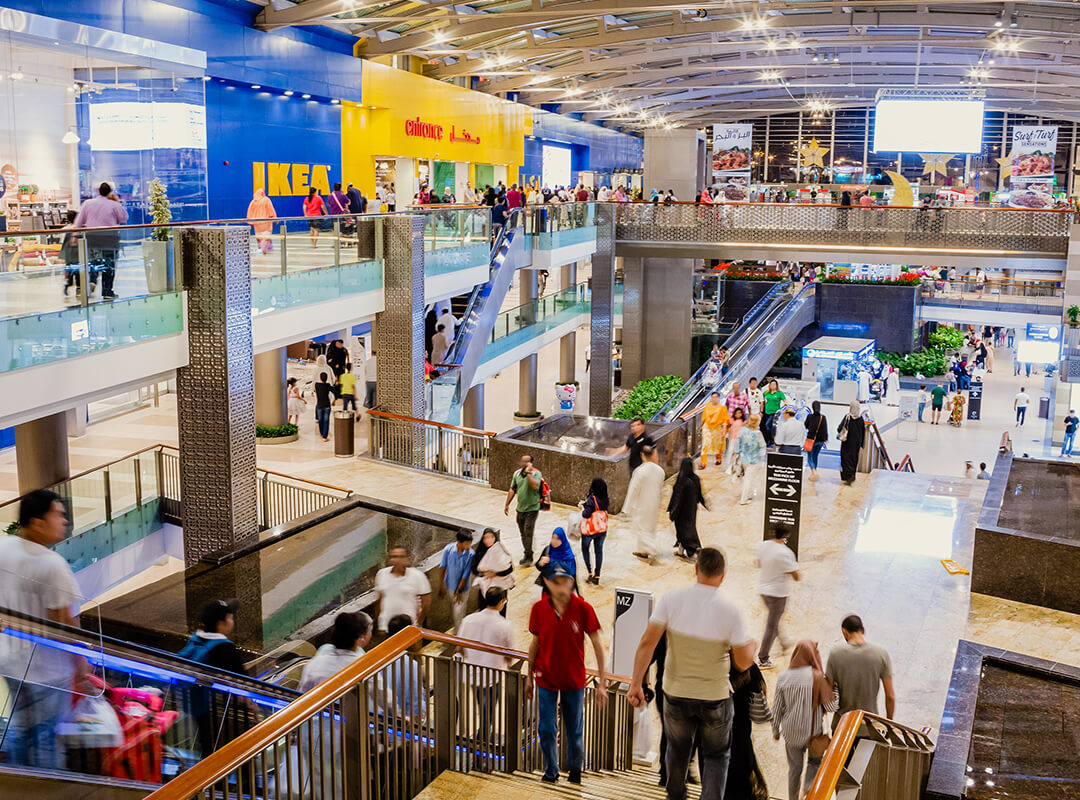
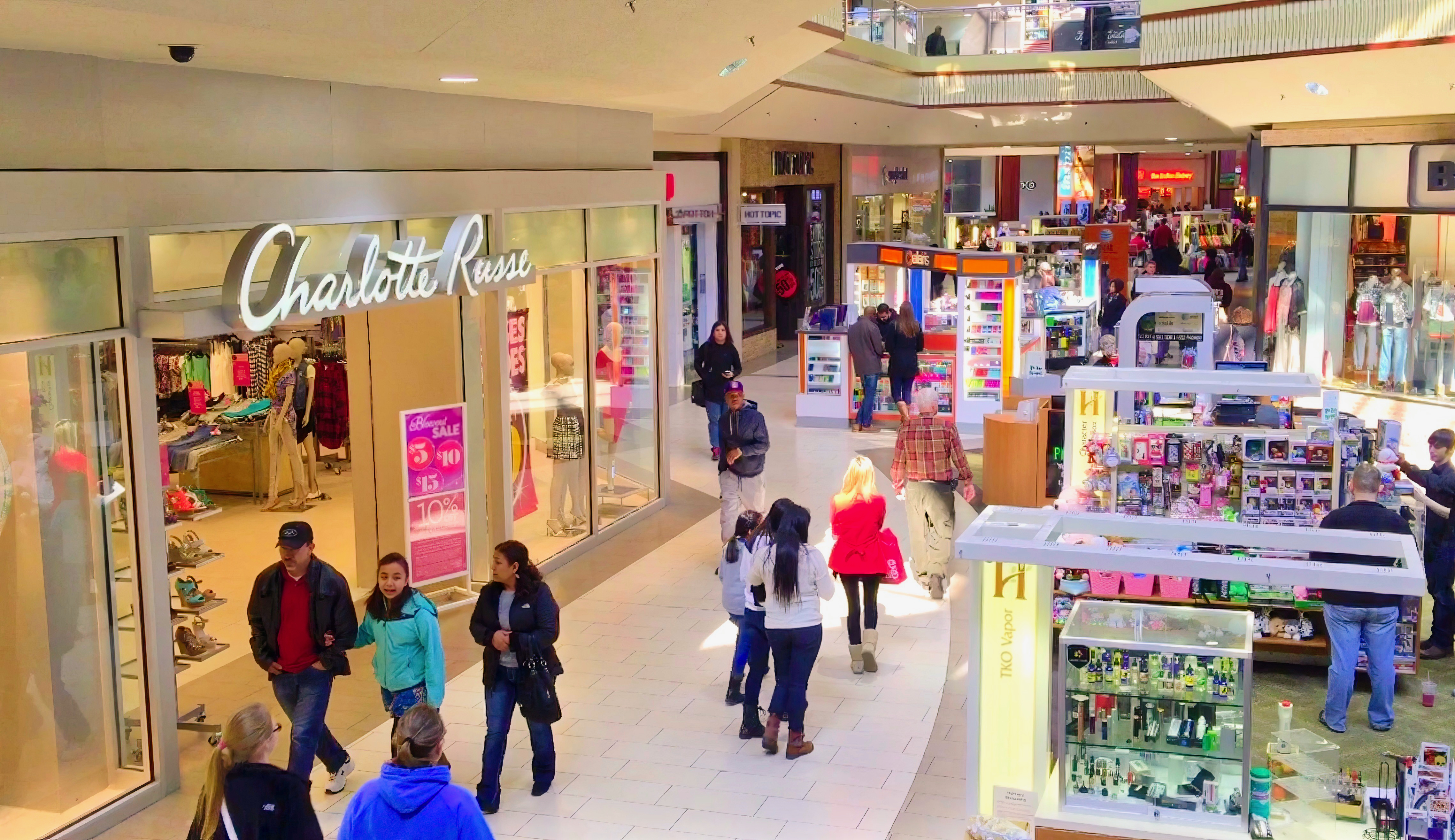
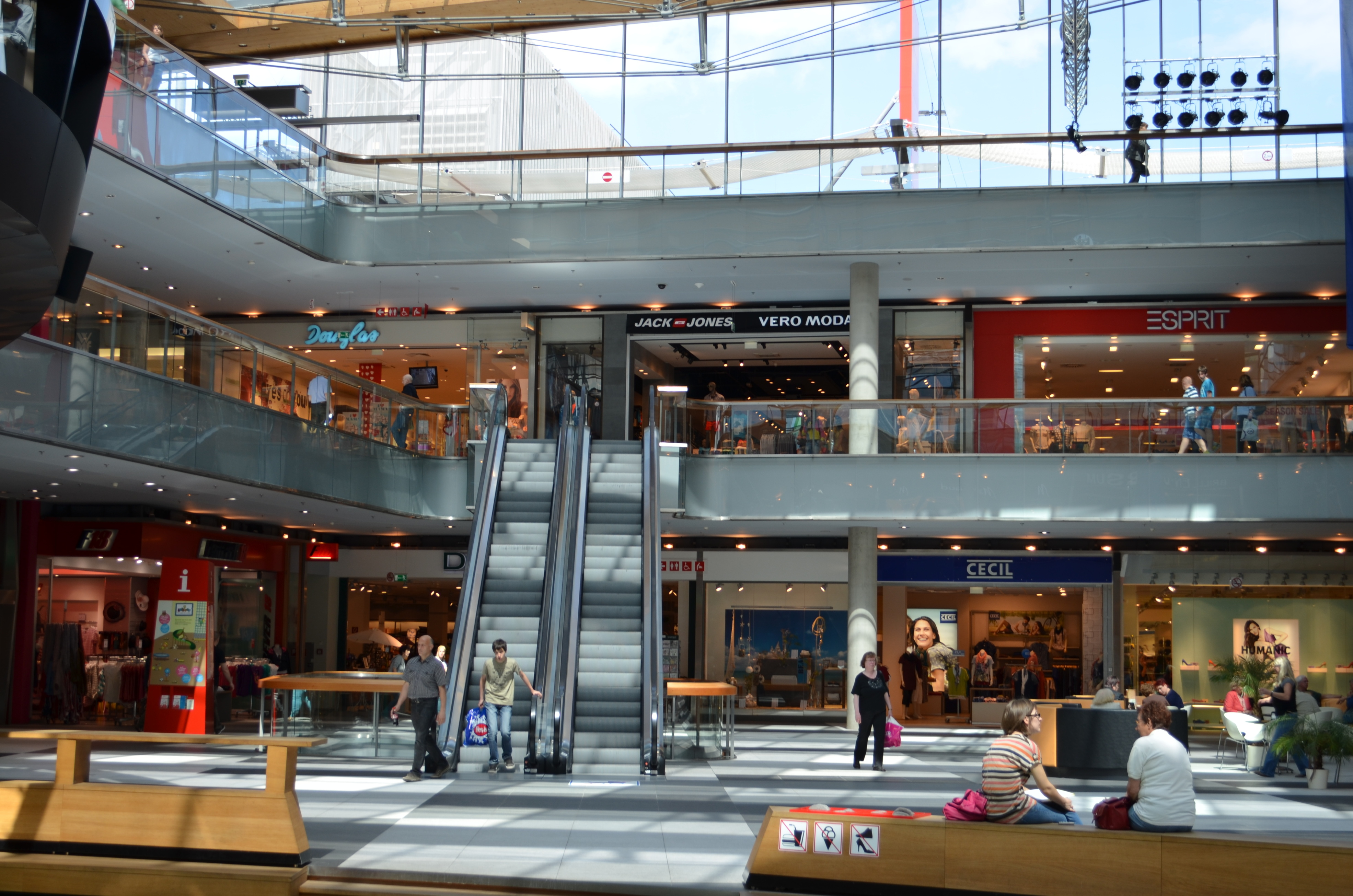
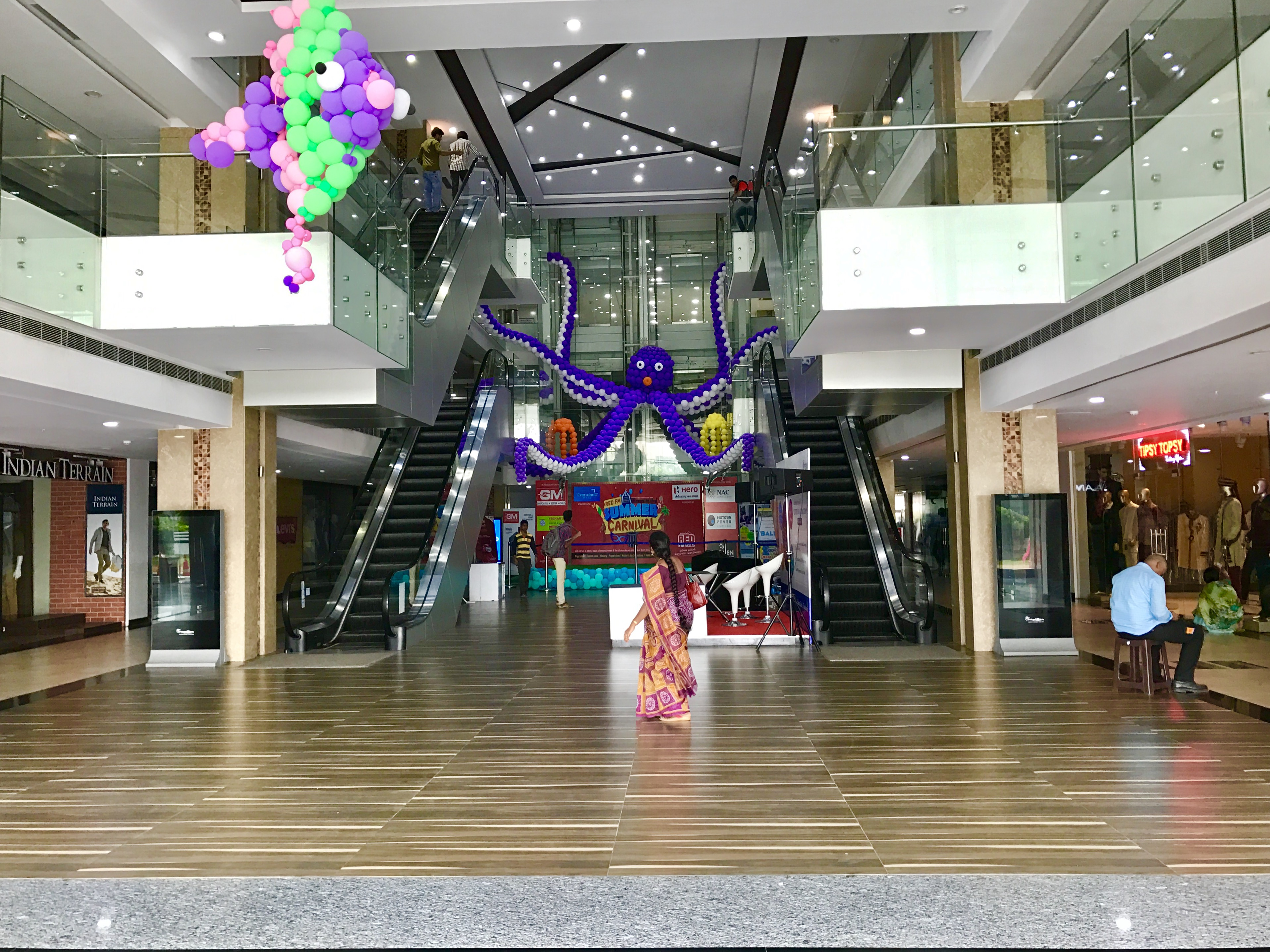
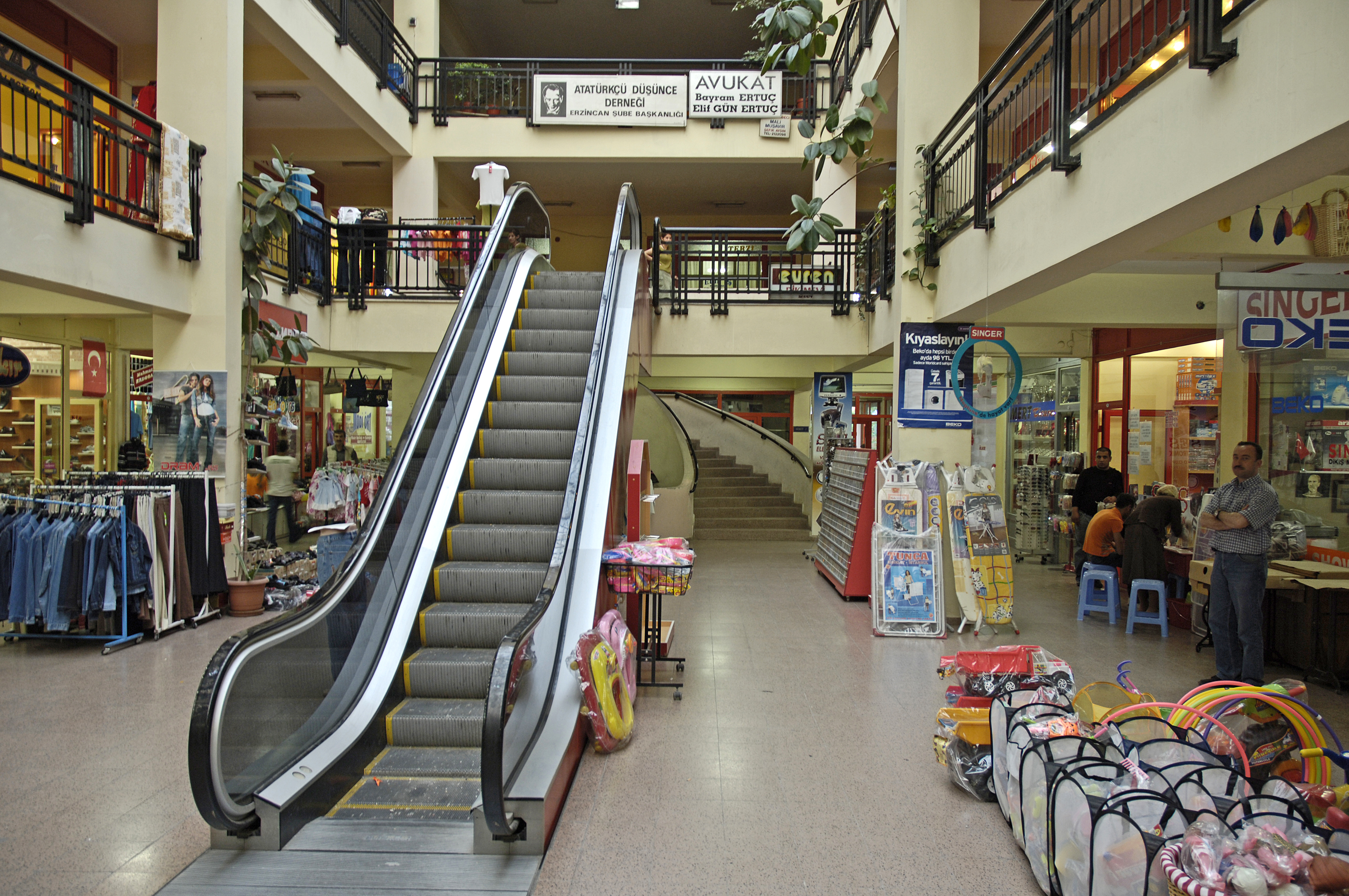
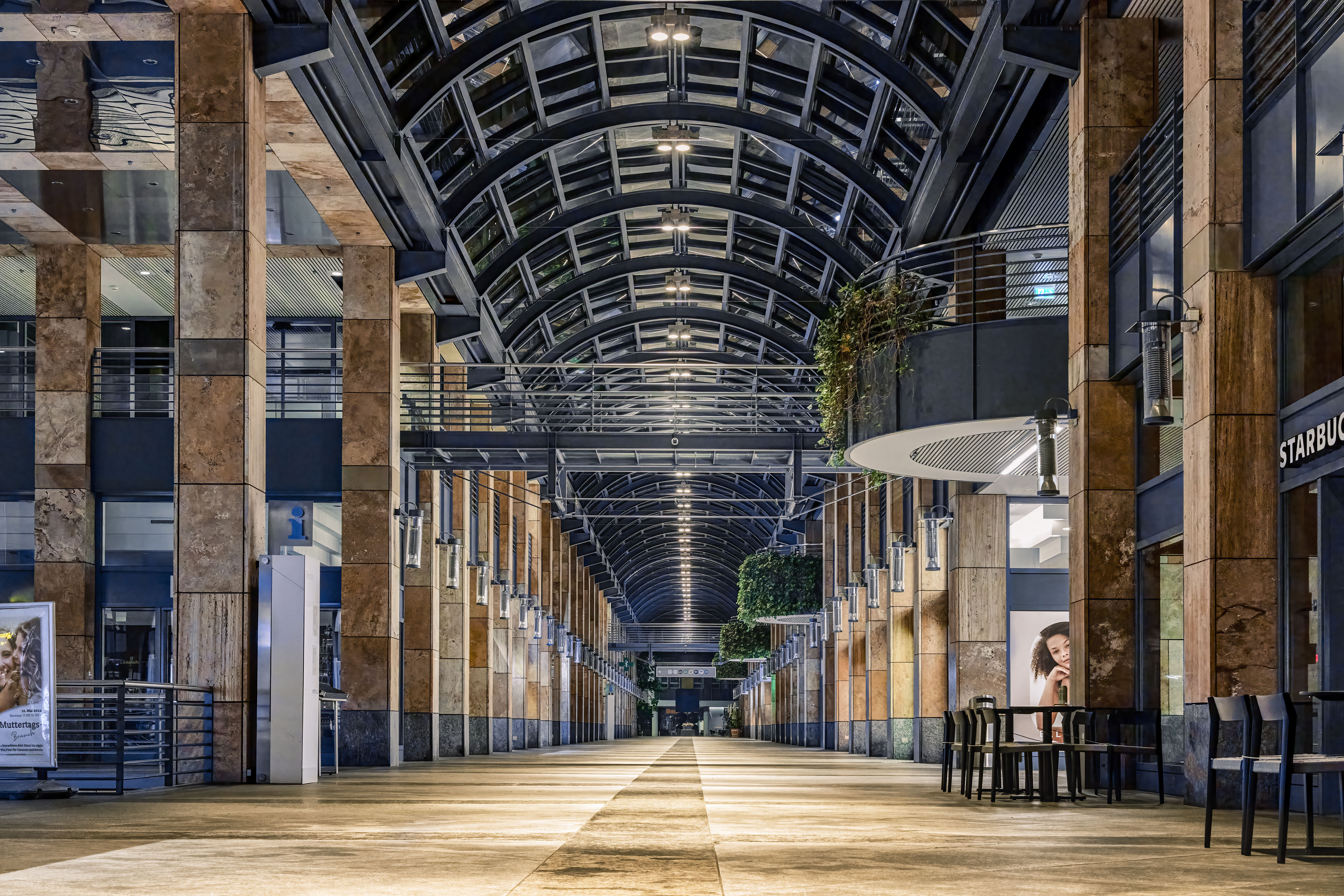
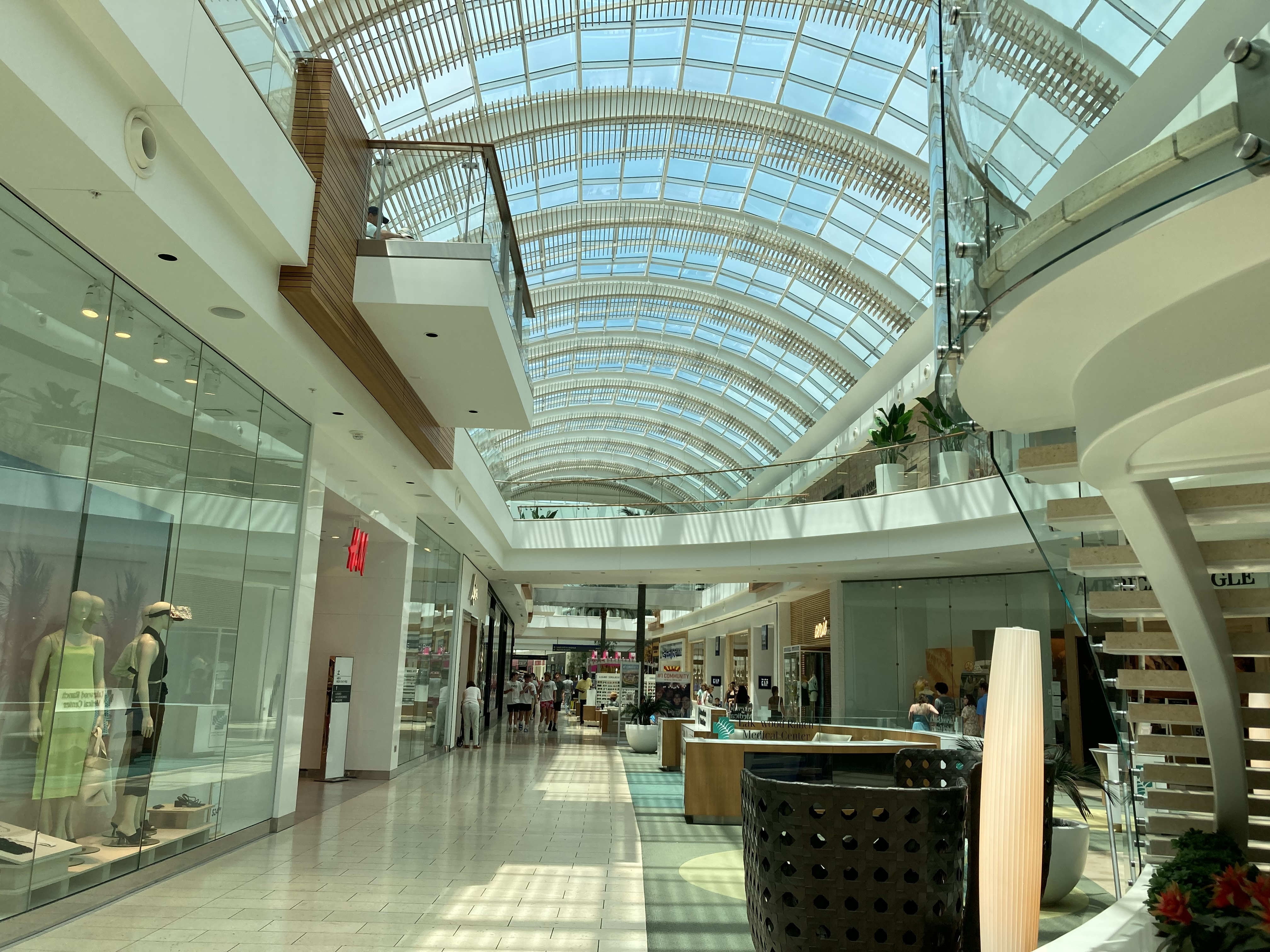